# Skalstjärnen (Ragunda socken, Jämtland, 700523-152995)
Skalstjärnen är en sjö i Ragunda kommun i Jämtland och ingår i Indalsälvens huvudavrinningsområde. Sjön har en area på 0,076 kvadratkilometer och ligger 282,9 meter över havet.

## Delavrinningsområde
Skalstjärnen ingår i det delavrinningsområde (700362-153139) som SMHI kallar för Mynnar i Indalsälvens vattendragsyta. Medelhöjden är 263 meter över havet och ytan är 40,73 kvadratkilometer. Räknas de 17 avrinningsområdena uppströms in blir den ackumulerade arean 300,8 kvadratkilometer. Hälan (Lövåsån) som avvattnar avrinningsområdet har biflödesordning 2, vilket innebär att vattnet flödar genom totalt 2 vattendrag innan det når havet efter 104 kilometer. Avrinningsområdet består mestadels av skog (85 procent). Avrinningsområdet har 0,08 kvadratkilometer vattenytor vilket ger det en sjöprocent på 0,2 procent.